# Red Bull RB9
Chronologie des modèles (2013)
Red Bull RB8 Red Bull RB10
La Red Bull RB9 est la monoplace de Formule 1 engagée par l’écurie autrichienne Red Bull Racing dans le cadre du championnat du monde de Formule 1 2013. Elle est pilotée par l'Allemand Sebastian Vettel, qui effectue sa cinquième saison au sein de l'écurie autrichienne, et l'Australien Mark Webber, présent chez Red Bull depuis 2007. Le pilote essayeur est le Suisse Sébastien Buemi, qui officie également à ce poste au sein de la Scuderia Toro Rosso. Conçue par l'ingénieur britannique Adrian Newey, la RB9 est une évolution de la Red Bull RB8 de la saison précédente.
Présentée le 3 février 2013 à l'usine de Milton Keynes au Royaume-Uni, la RB9 permet à Sebastian Vettel et à l'écurie Red Bull et de conserver les titres de champion du monde des pilotes et des constructeurs détenus depuis 2010.

## Création de la monoplace
Évolution de la Red Bull RB8 de 2012, la RB9 conserve de nombreux éléments de sa devancière. À ce propos, Adrian Newey déclare : « C’est une évolution. Les règles techniques n’ont pas beaucoup changé cet hiver. En vérité, le plus gros changement ne concerne pas le règlement, mais les pneus Pirelli. Nous les avons brièvement lors de la première séance d’essais libres au Brésil, mais il faisait très chaud et la piste était très sale et nous n’avons donc pas appris grand-chose. Il était surtout question de peaufiner la RB8. Nous n’avons pas modifié grand-chose. C’est vraiment une évolution, car le concept est identique à celui de l’année passée. Le diable se cache dans les détails de cette voiture. La clé, ce sera la vitesse de développement tout au long de la saison » .
La RB9 a néanmoins quelques différences avec sa devancière. En effet, les sorties d'échappement de la monoplace sont davantage orientées vers le bas et sont plus courtes, tandis qu'un petit aileron central a été installé sur l'aileron arrière. Les suspensions ont été corrigés pour s'adapter aux nouveaux pneus Pirelli. Toutefois, la RB9 conserve le nez en gavial de la RB8, bien qu'un petit panneau esthétique adoucit la cassure du nez de la monoplace.
L'une des principales nouveautés de la RB9 est la livrée pourpre de la monoplace, en lien avec l'arrivée du constructeur automobile japonais Infiniti en tant que sponsor titre de l'écurie.

## Version électrique
Le 20 août 2014, en marge du Grand Prix de Belgique 2014, Red Bull présente une version entièrement électrique de la RB9, dotée du nez de la Red Bull RB10, destinée à faciliter les entraînements aux arrêts aux stands des mécaniciens ; en effet, cette monoplace électrique peut aisément avancer et reculer, ce qui permet d'augmenter la fréquence des opérations dévolues aux mécaniciens.

## Résultats en championnat du monde de Formule 1
| Saison | Écurie                   | Moteur               | Pneus   | Pilotes          | Courses | Courses | Courses | Courses | Courses | Courses | Courses | Courses | Courses | Courses | Courses | Courses | Courses | Courses | Courses | Courses | Courses | Courses | Courses | Points inscrits | Classement |
| Saison | Écurie                   | Moteur               | Pneus   | Pilotes          | 1       | 2       | 3       | 4       | 5       | 6       | 7       | 8       | 9       | 10      | 11      | 12      | 13      | 14      | 15      | 16      | 17      | 18      | 19      | Points inscrits | Classement |
| ------ | ------------------------ | -------------------- | ------- | ---------------- | ------- | ------- | ------- | ------- | ------- | ------- | ------- | ------- | ------- | ------- | ------- | ------- | ------- | ------- | ------- | ------- | ------- | ------- | ------- | --------------- | ---------- |
| 2013   | Infiniti Red Bull Racing | Renault V8 RS27-2013 | Pirelli |                  | AUS     | MAL     | CHI     | BAH     | ESP     | MON     | CAN     | GBR     | ALL     | HON     | BEL     | ITA     | SIN     | COR     | JAP     | IND     | ABU     | USA     | BRÉ     | 596             | Champion   |
| 2013   | Infiniti Red Bull Racing | Renault V8 RS27-2013 | Pirelli | Sebastian Vettel | 3e      | 1er     | 4e      | 1er     | 4e      | 2e      | 1er     | Abd     | 1er     | 3e      | 1er     | 1er     | 1er     | 1er     | 1er     | 1er     | 1er     | 1er     | 1er     | 596             | Champion   |
| 2013   | Infiniti Red Bull Racing | Renault V8 RS27-2013 | Pirelli | Mark Webber      | 6e      | 2e      | Abd     | 7e      | 5e      | 3e      | 4e      | 2e      | 7e      | 4e      | 5e      | 3e      | 15e*    | Abd     | 2e      | Abd     | 2e      | 3e      | 2e      | 596             | Champion   |

Légende : ici
- * Le pilote n'a pas terminé la course mais est classé pour avoir parcouru plus de 90 % de la distance de course.